# Fred Spijkers
Fred Spijkers (17 juni 1946) is een Nederlands maatschappelijk werker en klokkenluider.
Spijkers werkte vanaf juli 1984 als bedrijfsmaatschappelijk werker voor de afdeling personeelszaken van de Koninklijke Marine van het ministerie van Defensie. Omdat hij als klokkenluider optrad over een affaire om ondeugdelijke landmijnen kwam hij in een juridisch conflict met zijn werkgever dat tot 2010 heeft geduurd.

## Aanleiding: Landmijnenaffaire
Op 14 september 1984 kwam tijdens een oefening mijnexpert Rob Ovaa om het leven bij een ongeluk met een mijn. Spijkers, net in functie, kreeg de opdracht de vrouw van Ovaa te vertellen dat haar man door eigen nalatigheid was omgekomen. Tijdens het gesprek met de weduwe op 14 september 1984 maakte Spijkers duidelijk dat hij was gestuurd maar niet achter zijn boodschap stond. Spijkers had het vermoeden dat mijnen van het desbetreffende type AP-23 van het voormalige Nederlandse staatsbedrijf Eurometaal ondeugdelijk waren; een jaar eerder had ook een dodelijk ongeluk plaatsgevonden. Hierbij waren zes dienstplichtigen omgekomen. Spijkers begon een onderzoek en ontdekte dat de ondeugdelijkheid van dit type mijnen al sinds 1970 intern bekend was.

## Klokkenluiderszaak Spijkers
In 1987 werd Spijkers psychiatrisch onderzocht. Hij werd als paranoïde en schizofreen omschreven, en kwam dat jaar in de WAO terecht. Later stelde het Haags Gerechtshof vast dat het psychiatrisch onderzoek waarop deze maatregel gebaseerd was, was vervalst door Defensie. In 1987 werd hij van zijn functie ontheven en in 1997 ontslagen.

### Intimidatie
In oktober 2005 bracht een reconstructie van Alexander Nijeboer in weekblad Nieuwe Revu het nieuws dat de klokkenluider door staatssecretaris van Defensie Henk van Hoof met de dood was bedreigd. Spijkers zelf bevestigde in het programma Nova dat hij enkele jaren eerder door toenmalig staatssecretaris van Defensie was bedreigd met "een dodelijk wapen" als hij de stukken waarover hij beschikte naar buiten zou brengen.

### Erkenning
Na jarenlange strijd volgde bemiddeling door de Nationale Ombudsman en een onderzoek door KPMG. In een zogeheten vaststellingsovereenkomst erkende het ministerie van Defensie op 29 november 2002 dat het Spijkers, de Tweede Kamer, de media en de samenleving achttien jaar lang systematisch had misleid.
Spijkers werd in deze overeenkomst een schadevergoeding toegezegd en daarnaast een vergoeding van juridische en medische kosten; hij zou worden gerehabiliteerd en zijn dossiers zouden worden geschoond van kwalificaties als "politiek crimineel" en "politiek psychiatrisch geval". Ook Marjolein Ovaa en haar twee kinderen kregen een schadevergoeding. Spijkers en Ovaa zouden beiden koninklijk worden onderscheiden. Ook zou Spijkers wachtgeld ontvangen over de periode 1993 - 2011.

### Uitvoering compensatieregeling
Spijkers ontving in 2003 een onbelaste schadevergoeding van 1,6 miljoen euro. Op 29 augustus 2005 meldde staatssecretaris van Defensie Van der Knaap dat hij de juridische en medische kosten van Spijkers niet zou vergoeden. In september 2005 kreeg Spijkers in strijd met de gemaakte afspraken toch een belastingaanslag van 900 duizend euro opgelegd over de toegekende schadevergoeding. Van der Knaap zegde in een commissievergadering van de Tweede Kamer toe deze belastingaanslag te zullen betalen.

### Geheim archief
De stukken liggen opgeslagen in een speciale ruimte van het Nationaal Archief, uitsluitend toegankelijk met een combinatie van twee unieke elektronische pasjes waarvan een in bewaring bij een notaris. Dit archief is tot minimaal 2026 uitsluitend door de minister of staatssecretaris in te zien.

### Eerherstel
Na de 'erkenning' in 2002 volgde in 2010 het werkelijke eerherstel van Fred Spijkers middels een uitspraak van de Centrale Raad van Beroep na een door Fred Spijkers aangespannen herzieningsprocedure. De uitspraak bevestigt dat de minister van Defensie de 'hoofdschuldige' is aan het ontslag van klokkenluider Fred Spijkers in 1993. Ook staat vast dat er een directe relatie ligt tussen het arbeidsconflict rondom Spijkers en diens optreden na het verongelukken van munitie-expert Rob Ovaa.

## Onderscheidingen
- 1999: Rooie Reus-Prijs.
- 2003: Na Kamervragen door het Kamerlid Krista van Velzen zorgde staatssecretaris van Defensie Van der Knaap er alsnog voor dat Spijkers op 27 november 2003 werd benoemd tot Ridder in de Orde van Oranje-Nassau.[9]
- 2008: Philip Brouwer Integriteitsprijs